# البدرشين (مركز)
مركز البدرشين، مركز إداري مصري. يقع في محافظة الجيزة الواقعة في جمهورية مصر العربية. القاعدة الإدارية للمركز هي مدينة البدرشين.